# Liste des communes du Morbihan
Pour les autres listes de communes françaises, voir Listes des communes de France.
| - Le Morbihan en France métropolitaine. - Carte des communes du Morbihan. |

Cette page liste les 249 communes du département français du Morbihan au 1er janvier 2025.

## Historique
- Au 1er janvier 2019, le nombre de communes du département passe de 253 à 250 à la suite de la création des communes nouvelles de Forges de Lanouée, Ploërmel et Pluméliau-Bieuzy.
- Au 1er janvier 2022, le nombre de communes du département passe de 250 à 249 à la suite de la création de la commune nouvelle de Saint-Gérand-Croixanvec.

## Liste des communes
Le tableau suivant donne la liste des communes au 1er janvier 2025, en précisant leur code Insee, leur code postal principal, leur arrondissement, leur canton, leur intercommunalité, leur superficie, leur population et leur densité, d'après les chiffres de l'Insee issus du recensement 2022,.
| Nom                            | Code Insee | Code postal | Arrondissement | Canton                     | Intercommunalité                            | Superficie (km2) | Population (dernière pop. légale) | Densité (hab./km2) | Modifier                                    |
| ------------------------------ | ---------- | ----------- | -------------- | -------------------------- | ------------------------------------------- | ---------------- | --------------------------------- | ------------------ | ------------------------------------------- |
| Vannes (préfecture)            | 56260      | 56000       | Vannes         | Vannes-1 Vannes-2 Vannes-3 | CA Golfe du Morbihan - Vannes Agglomération | 32,30            | 54 955 (2022)                     | 1 701              | modifier les données · modifier les données |
| Allaire                        | 56001      | 56350       | Vannes         | Guer                       | CA Redon Agglomération                      | 41,74            | 3 906 (2022)                      | 94                 | modifier les données · modifier les données |
| Ambon                          | 56002      | 56190       | Vannes         | Muzillac                   | CC Arc Sud Bretagne                         | 38,04            | 2 091 (2022)                      | 55                 | modifier les données · modifier les données |
| Arradon                        | 56003      | 56610       | Vannes         | Vannes-2                   | CA Golfe du Morbihan - Vannes Agglomération | 18,49            | 5 820 (2022)                      | 315                | modifier les données · modifier les données |
| Arzal                          | 56004      | 56190       | Vannes         | Muzillac                   | CC Arc Sud Bretagne                         | 23,44            | 1 794 (2022)                      | 77                 | modifier les données · modifier les données |
| Arzon                          | 56005      | 56640       | Vannes         | Séné                       | CA Golfe du Morbihan - Vannes Agglomération | 8,93             | 2 272 (2022)                      | 254                | modifier les données · modifier les données |
| Augan                          | 56006      | 56800       | Vannes         | Guer                       | CC De l'Oust à Brocéliande Communauté       | 40,93            | 1 542 (2022)                      | 38                 | modifier les données · modifier les données |
| Auray                          | 56007      | 56400       | Lorient        | Auray                      | CC Auray Quiberon Terre Atlantique          | 6,91             | 14 417 (2022)                     | 2 086              | modifier les données · modifier les données |
| Baden                          | 56008      | 56870       | Vannes         | Vannes-2                   | CA Golfe du Morbihan - Vannes Agglomération | 23,53            | 4 864 (2022)                      | 207                | modifier les données · modifier les données |
| Bangor                         | 56009      | 56360       | Lorient        | Quiberon                   | CC de Belle-Île-en-Mer                      | 25,54            | 1 002 (2022)                      | 39                 | modifier les données · modifier les données |
| Baud                           | 56010      | 56150       | Pontivy        | Pontivy                    | CC Baud Communauté                          | 48,09            | 6 246 (2022)                      | 130                | modifier les données · modifier les données |
| Béganne                        | 56011      | 56350       | Vannes         | Guer                       | CA Redon Agglomération                      | 35,50            | 1 458 (2022)                      | 41                 | modifier les données · modifier les données |
| Beignon                        | 56012      | 56380       | Vannes         | Guer                       | CC De l'Oust à Brocéliande Communauté       | 24,87            | 1 939 (2022)                      | 78                 | modifier les données · modifier les données |
| Belz                           | 56013      | 56550       | Lorient        | Quiberon                   | CC Auray Quiberon Terre Atlantique          | 15,67            | 3 869 (2022)                      | 247                | modifier les données · modifier les données |
| Berné                          | 56014      | 56240       | Pontivy        | Gourin                     | CC Roi Morvan Communauté                    | 34,77            | 1 558 (2022)                      | 45                 | modifier les données · modifier les données |
| Berric                         | 56015      | 56230       | Vannes         | Questembert                | CC Questembert Communauté                   | 21,45            | 2 119 (2022)                      | 99                 | modifier les données · modifier les données |
| Bignan                         | 56017      | 56500       | Pontivy        | Moréac                     | CC Centre Morbihan Communauté               | 45,84            | 2 750 (2022)                      | 60                 | modifier les données · modifier les données |
| Billiers                       | 56018      | 56190       | Vannes         | Muzillac                   | CC Arc Sud Bretagne                         | 5,87             | 1 056 (2022)                      | 180                | modifier les données · modifier les données |
| Billio                         | 56019      | 56420       | Pontivy        | Moréac                     | CC Centre Morbihan Communauté               | 12,03            | 324 (2022)                        | 27                 | modifier les données · modifier les données |
| Bohal                          | 56020      | 56140       | Vannes         | Moréac                     | CC De l'Oust à Brocéliande Communauté       | 8,45             | 862 (2022)                        | 102                | modifier les données · modifier les données |
| Le Bono                        | 56262      | 56400       | Vannes         | Vannes-2                   | CA Golfe du Morbihan - Vannes Agglomération | 5,96             | 2 594 (2022)                      | 435                | modifier les données · modifier les données |
| Brandérion                     | 56021      | 56700       | Lorient        | Pluvigner                  | CA Lorient Agglomération                    | 6,03             | 1 480 (2022)                      | 245                | modifier les données · modifier les données |
| Brandivy                       | 56022      | 56390       | Vannes         | Grand-Champ                | CA Golfe du Morbihan - Vannes Agglomération | 25,88            | 1 423 (2022)                      | 55                 | modifier les données · modifier les données |
| Brech                          | 56023      | 56400       | Lorient        | Pluvigner                  | CC Auray Quiberon Terre Atlantique          | 40,86            | 7 057 (2022)                      | 173                | modifier les données · modifier les données |
| Bréhan                         | 56024      | 56580       | Pontivy        | Grand-Champ                | CC Pontivy Communauté                       | 51,65            | 2 298 (2022)                      | 44                 | modifier les données · modifier les données |
| Brignac                        | 56025      | 56430       | Pontivy        | Ploërmel                   | CC Ploërmel Communauté                      | 13,12            | 198 (2022)                        | 15                 | modifier les données · modifier les données |
| Bubry                          | 56026      | 56310       | Lorient        | Guidel                     | CA Lorient Agglomération                    | 69,09            | 2 262 (2022)                      | 33                 | modifier les données · modifier les données |
| Buléon                         | 56027      | 56420       | Pontivy        | Moréac                     | CC Centre Morbihan Communauté               | 12,27            | 546 (2022)                        | 44                 | modifier les données · modifier les données |
| Caden                          | 56028      | 56220       | Vannes         | Questembert                | CC Questembert Communauté                   | 38,10            | 1 570 (2022)                      | 41                 | modifier les données · modifier les données |
| Calan                          | 56029      | 56240       | Lorient        | Guidel                     | CA Lorient Agglomération                    | 12,29            | 1 267 (2022)                      | 103                | modifier les données · modifier les données |
| Camoël                         | 56030      | 56130       | Vannes         | Muzillac                   | CA de la Presqu'île de Guérande Atlantique  | 14,33            | 1 156 (2022)                      | 81                 | modifier les données · modifier les données |
| Camors                         | 56031      | 56330       | Lorient        | Pluvigner                  | CC Auray Quiberon Terre Atlantique          | 37,09            | 3 180 (2022)                      | 86                 | modifier les données · modifier les données |
| Campénéac                      | 56032      | 56800       | Pontivy        | Ploërmel                   | CC Ploërmel Communauté                      | 60,57            | 1 940 (2022)                      | 32                 | modifier les données · modifier les données |
| Carentoir                      | 56033      | 56910       | Vannes         | Guer                       | CC De l'Oust à Brocéliande Communauté       | 72,87            | 3 137 (2022)                      | 43                 | modifier les données · modifier les données |
| Carnac                         | 56034      | 56340       | Lorient        | Quiberon                   | CC Auray Quiberon Terre Atlantique          | 32,71            | 4 215 (2022)                      | 129                | modifier les données · modifier les données |
| Caro                           | 56035      | 56140       | Vannes         | Moréac                     | CC De l'Oust à Brocéliande Communauté       | 37,74            | 1 132 (2022)                      | 30                 | modifier les données · modifier les données |
| Caudan                         | 56036      | 56850       | Lorient        | Lanester                   | CA Lorient Agglomération                    | 42,63            | 7 110 (2022)                      | 167                | modifier les données · modifier les données |
| La Chapelle-Neuve              | 56039      | 56500       | Pontivy        | Grand-Champ                | CC Baud Communauté                          | 21,87            | 1 002 (2022)                      | 46                 | modifier les données · modifier les données |
| Cléguer                        | 56040      | 56620       | Lorient        | Guidel                     | CA Lorient Agglomération                    | 32,15            | 3 404 (2022)                      | 106                | modifier les données · modifier les données |
| Cléguérec                      | 56041      | 56480       | Pontivy        | Gourin                     | CC Pontivy Communauté                       | 62,99            | 2 849 (2022)                      | 45                 | modifier les données · modifier les données |
| Colpo                          | 56042      | 56390       | Vannes         | Grand-Champ                | CA Golfe du Morbihan - Vannes Agglomération | 26,48            | 2 258 (2022)                      | 85                 | modifier les données · modifier les données |
| Concoret                       | 56043      | 56430       | Pontivy        | Ploërmel                   | CC Ploërmel Communauté                      | 15,76            | 765 (2022)                        | 49                 | modifier les données · modifier les données |
| Cournon                        | 56044      | 56200       | Vannes         | Guer                       | CC De l'Oust à Brocéliande Communauté       | 10,87            | 805 (2022)                        | 74                 | modifier les données · modifier les données |
| Le Cours                       | 56045      | 56230       | Vannes         | Questembert                | CC Questembert Communauté                   | 15,63            | 673 (2022)                        | 43                 | modifier les données · modifier les données |
| Crach                          | 56046      | 56950       | Lorient        | Auray                      | CC Auray Quiberon Terre Atlantique          | 30,54            | 3 458 (2022)                      | 113                | modifier les données · modifier les données |
| Crédin                         | 56047      | 56580       | Pontivy        | Grand-Champ                | CC Pontivy Communauté                       | 33,74            | 1 493 (2022)                      | 44                 | modifier les données · modifier les données |
| Le Croisty                     | 56048      | 56540       | Pontivy        | Gourin                     | CC Roi Morvan Communauté                    | 15,88            | 742 (2022)                        | 47                 | modifier les données · modifier les données |
| La Croix-Helléan               | 56050      | 56120       | Pontivy        | Ploërmel                   | CC Ploërmel Communauté                      | 14,40            | 881 (2022)                        | 61                 | modifier les données · modifier les données |
| Cruguel                        | 56051      | 56420       | Pontivy        | Ploërmel                   | CC Ploërmel Communauté                      | 17,17            | 661 (2022)                        | 38                 | modifier les données · modifier les données |
| Damgan                         | 56052      | 56750       | Vannes         | Muzillac                   | CC Arc Sud Bretagne                         | 10,16            | 1 930 (2022)                      | 190                | modifier les données · modifier les données |
| Elven                          | 56053      | 56250       | Vannes         | Questembert                | CA Golfe du Morbihan - Vannes Agglomération | 64,05            | 6 543 (2022)                      | 102                | modifier les données · modifier les données |
| Erdeven                        | 56054      | 56410       | Lorient        | Quiberon                   | CC Auray Quiberon Terre Atlantique          | 30,64            | 3 987 (2022)                      | 130                | modifier les données · modifier les données |
| Étel                           | 56055      | 56410       | Lorient        | Quiberon                   | CC Auray Quiberon Terre Atlantique          | 1,74             | 2 058 (2022)                      | 1 183              | modifier les données · modifier les données |
| Évellys                        | 56144      | 56500       | Pontivy        | Grand-Champ                | CC Centre Morbihan Communauté               | 80,34            | 3 384 (2022)                      | 42                 | modifier les données · modifier les données |
| Évriguet                       | 56056      | 56490       | Pontivy        | Ploërmel                   | CC Ploërmel Communauté                      | 4,98             | 210 (2022)                        | 42                 | modifier les données · modifier les données |
| Le Faouët                      | 56057      | 56320       | Pontivy        | Gourin                     | CC Roi Morvan Communauté                    | 34,03            | 2 816 (2022)                      | 83                 | modifier les données · modifier les données |
| Férel                          | 56058      | 56130       | Vannes         | Muzillac                   | CA de la Presqu'île de Guérande Atlantique  | 28,90            | 3 445 (2022)                      | 119                | modifier les données · modifier les données |
| Forges de Lanouée              | 56102      | 56120       | Pontivy        | Ploërmel                   | CC Ploërmel Communauté                      | 96,29            | 2 190 (2022)                      | 23                 | modifier les données · modifier les données |
| Les Fougerêts                  | 56060      | 56200       | Vannes         | Guer                       | CA Redon Agglomération                      | 19,91            | 960 (2022)                        | 48                 | modifier les données · modifier les données |
| La Gacilly                     | 56061      | 56200       | Vannes         | Guer                       | CC De l'Oust à Brocéliande Communauté       | 37,97            | 4 011 (2022)                      | 106                | modifier les données · modifier les données |
| Gâvres                         | 56062      | 56680       | Lorient        | Pluvigner                  | CA Lorient Agglomération                    | 1,88             | 685 (2022)                        | 364                | modifier les données · modifier les données |
| Gestel                         | 56063      | 56530       | Lorient        | Guidel                     | CA Lorient Agglomération                    | 6,25             | 2 569 (2022)                      | 411                | modifier les données · modifier les données |
| Gourhel                        | 56065      | 56800       | Pontivy        | Ploërmel                   | CC Ploërmel Communauté                      | 2,83             | 724 (2022)                        | 256                | modifier les données · modifier les données |
| Gourin                         | 56066      | 56110       | Pontivy        | Gourin                     | CC Roi Morvan Communauté                    | 74,72            | 3 892 (2022)                      | 52                 | modifier les données · modifier les données |
| Grand-Champ                    | 56067      | 56390       | Vannes         | Grand-Champ                | CA Golfe du Morbihan - Vannes Agglomération | 67,34            | 5 859 (2022)                      | 87                 | modifier les données · modifier les données |
| La Grée-Saint-Laurent          | 56068      | 56120       | Pontivy        | Ploërmel                   | CC Ploërmel Communauté                      | 7,90             | 310 (2022)                        | 39                 | modifier les données · modifier les données |
| Groix                          | 56069      | 56590       | Lorient        | Lorient-2                  | CA Lorient Agglomération                    | 14,82            | 2 308 (2022)                      | 156                | modifier les données · modifier les données |
| Guégon                         | 56070      | 56120       | Pontivy        | Ploërmel                   | CC Ploërmel Communauté                      | 53,52            | 2 308 (2022)                      | 43                 | modifier les données · modifier les données |
| Guéhenno                       | 56071      | 56420       | Pontivy        | Moréac                     | CC Centre Morbihan Communauté               | 23,33            | 804 (2022)                        | 34                 | modifier les données · modifier les données |
| Gueltas                        | 56072      | 56920       | Pontivy        | Pontivy                    | CC Pontivy Communauté                       | 20,45            | 532 (2022)                        | 26                 | modifier les données · modifier les données |
| Guémené-sur-Scorff             | 56073      | 56160       | Pontivy        | Gourin                     | CC Roi Morvan Communauté                    | 1,17             | 1 136 (2022)                      | 971                | modifier les données · modifier les données |
| Guénin                         | 56074      | 56150       | Pontivy        | Pontivy                    | CC Baud Communauté                          | 28,71            | 1 895 (2022)                      | 66                 | modifier les données · modifier les données |
| Guer                           | 56075      | 56380       | Vannes         | Guer                       | CC De l'Oust à Brocéliande Communauté       | 52,11            | 6 056 (2022)                      | 116                | modifier les données · modifier les données |
| Guern                          | 56076      | 56310       | Pontivy        | Pontivy                    | CC Pontivy Communauté                       | 47,01            | 1 379 (2022)                      | 29                 | modifier les données · modifier les données |
| Le Guerno                      | 56077      | 56190       | Vannes         | Muzillac                   | CC Arc Sud Bretagne                         | 9,75             | 975 (2022)                        | 100                | modifier les données · modifier les données |
| Guidel                         | 56078      | 56520       | Lorient        | Guidel                     | CA Lorient Agglomération                    | 52,29            | 12 236 (2022)                     | 234                | modifier les données · modifier les données |
| Guillac                        | 56079      | 56800       | Pontivy        | Ploërmel                   | CC Ploërmel Communauté                      | 21,83            | 1 402 (2022)                      | 64                 | modifier les données · modifier les données |
| Guilliers                      | 56080      | 56490       | Pontivy        | Ploërmel                   | CC Ploërmel Communauté                      | 35,14            | 1 352 (2022)                      | 38                 | modifier les données · modifier les données |
| Guiscriff                      | 56081      | 56560       | Pontivy        | Gourin                     | CC Roi Morvan Communauté                    | 85,46            | 2 053 (2022)                      | 24                 | modifier les données · modifier les données |
| Helléan                        | 56082      | 56120       | Pontivy        | Ploërmel                   | CC Ploërmel Communauté                      | 7,87             | 384 (2022)                        | 49                 | modifier les données · modifier les données |
| Hennebont                      | 56083      | 56700       | Lorient        | Hennebont                  | CA Lorient Agglomération                    | 18,57            | 15 831 (2022)                     | 853                | modifier les données · modifier les données |
| Le Hézo                        | 56084      | 56450       | Vannes         | Séné                       | CA Golfe du Morbihan - Vannes Agglomération | 4,89             | 898 (2022)                        | 184                | modifier les données · modifier les données |
| Hœdic                          | 56085      | 56170       | Lorient        | Quiberon                   | CC Auray Quiberon Terre Atlantique          | 2,08             | 103 (2022)                        | 50                 | modifier les données · modifier les données |
| Île-aux-Moines                 | 56087      | 56780       | Vannes         | Vannes-2                   | CA Golfe du Morbihan - Vannes Agglomération | 3,20             | 632 (2022)                        | 198                | modifier les données · modifier les données |
| Île-d'Arz                      | 56088      | 56840       | Vannes         | Vannes-2                   | CA Golfe du Morbihan - Vannes Agglomération | 3,30             | 317 (2022)                        | 96                 | modifier les données · modifier les données |
| Île-d'Houat                    | 56086      | 56170       | Lorient        | Quiberon                   | CC Auray Quiberon Terre Atlantique          | 2,91             | 214 (2022)                        | 74                 | modifier les données · modifier les données |
| Inguiniel                      | 56089      | 56240       | Lorient        | Guidel                     | CA Lorient Agglomération                    | 51,40            | 2 196 (2022)                      | 43                 | modifier les données · modifier les données |
| Inzinzac-Lochrist              | 56090      | 56650       | Lorient        | Guidel                     | CA Lorient Agglomération                    | 44,67            | 6 631 (2022)                      | 148                | modifier les données · modifier les données |
| Josselin                       | 56091      | 56120       | Pontivy        | Ploërmel                   | CC Ploërmel Communauté                      | 4,48             | 2 559 (2022)                      | 571                | modifier les données · modifier les données |
| Kerfourn                       | 56092      | 56920       | Pontivy        | Pontivy                    | CC Pontivy Communauté                       | 19,46            | 842 (2022)                        | 43                 | modifier les données · modifier les données |
| Kergrist                       | 56093      | 56300       | Pontivy        | Gourin                     | CC Pontivy Communauté                       | 29,66            | 713 (2022)                        | 24                 | modifier les données · modifier les données |
| Kernascléden                   | 56264      | 56540       | Pontivy        | Gourin                     | CC Roi Morvan Communauté                    | 9,26             | 418 (2022)                        | 45                 | modifier les données · modifier les données |
| Kervignac                      | 56094      | 56700       | Lorient        | Hennebont                  | CC Blavet Bellevue Océan                    | 39,56            | 7 085 (2022)                      | 179                | modifier les données · modifier les données |
| Landaul                        | 56096      | 56690       | Lorient        | Pluvigner                  | CC Auray Quiberon Terre Atlantique          | 17,35            | 2 487 (2022)                      | 143                | modifier les données · modifier les données |
| Landévant                      | 56097      | 56690       | Lorient        | Pluvigner                  | CC Auray Quiberon Terre Atlantique          | 22,34            | 4 049 (2022)                      | 181                | modifier les données · modifier les données |
| Lanester                       | 56098      | 56600       | Lorient        | Lanester                   | CA Lorient Agglomération                    | 18,37            | 23 188 (2022)                     | 1 262              | modifier les données · modifier les données |
| Langoëlan                      | 56099      | 56160       | Pontivy        | Gourin                     | CC Roi Morvan Communauté                    | 22,27            | 404 (2022)                        | 18                 | modifier les données · modifier les données |
| Langonnet                      | 56100      | 56630       | Pontivy        | Gourin                     | CC Roi Morvan Communauté                    | 85,40            | 1 851 (2022)                      | 22                 | modifier les données · modifier les données |
| Languidic                      | 56101      | 56440       | Lorient        | Hennebont                  | CA Lorient Agglomération                    | 109,08           | 8 046 (2022)                      | 74                 | modifier les données · modifier les données |
| Lantillac                      | 56103      | 56120       | Pontivy        | Ploërmel                   | CC Ploërmel Communauté                      | 7,72             | 291 (2022)                        | 38                 | modifier les données · modifier les données |
| Lanvaudan                      | 56104      | 56240       | Lorient        | Guidel                     | CA Lorient Agglomération                    | 18,30            | 809 (2022)                        | 44                 | modifier les données · modifier les données |
| Lanvénégen                     | 56105      | 56320       | Pontivy        | Gourin                     | CC Roi Morvan Communauté                    | 29,42            | 1 133 (2022)                      | 39                 | modifier les données · modifier les données |
| Larmor-Baden                   | 56106      | 56870       | Vannes         | Vannes-2                   | CA Golfe du Morbihan - Vannes Agglomération | 3,93             | 891 (2022)                        | 227                | modifier les données · modifier les données |
| Larmor-Plage                   | 56107      | 56260       | Lorient        | Ploemeur                   | CA Lorient Agglomération                    | 7,27             | 8 368 (2022)                      | 1 151              | modifier les données · modifier les données |
| Larré                          | 56108      | 56230       | Vannes         | Questembert                | CC Questembert Communauté                   | 17,02            | 1 102 (2022)                      | 65                 | modifier les données · modifier les données |
| Lauzach                        | 56109      | 56190       | Vannes         | Questembert                | CC Questembert Communauté                   | 10,76            | 1 237 (2022)                      | 115                | modifier les données · modifier les données |
| Lignol                         | 56110      | 56160       | Pontivy        | Gourin                     | CC Roi Morvan Communauté                    | 38,43            | 855 (2022)                        | 22                 | modifier les données · modifier les données |
| Limerzel                       | 56111      | 56220       | Vannes         | Questembert                | CC Questembert Communauté                   | 25,15            | 1 306 (2022)                      | 52                 | modifier les données · modifier les données |
| Lizio                          | 56112      | 56460       | Vannes         | Moréac                     | CC De l'Oust à Brocéliande Communauté       | 16,96            | 807 (2022)                        | 48                 | modifier les données · modifier les données |
| Locmalo                        | 56113      | 56160       | Pontivy        | Gourin                     | CC Roi Morvan Communauté                    | 23,91            | 894 (2022)                        | 37                 | modifier les données · modifier les données |
| Locmaria                       | 56114      | 56360       | Lorient        | Quiberon                   | CC de Belle-Île-en-Mer                      | 20,55            | 973 (2022)                        | 47                 | modifier les données · modifier les données |
| Locmaria-Grand-Champ           | 56115      | 56390       | Vannes         | Grand-Champ                | CA Golfe du Morbihan - Vannes Agglomération | 14,06            | 1 825 (2022)                      | 130                | modifier les données · modifier les données |
| Locmariaquer                   | 56116      | 56740       | Lorient        | Auray                      | CC Auray Quiberon Terre Atlantique          | 10,99            | 1 567 (2022)                      | 143                | modifier les données · modifier les données |
| Locminé                        | 56117      | 56500       | Pontivy        | Grand-Champ                | CC Centre Morbihan Communauté               | 4,86             | 4 708 (2022)                      | 969                | modifier les données · modifier les données |
| Locmiquélic                    | 56118      | 56570       | Lorient        | Hennebont                  | CA Lorient Agglomération                    | 3,58             | 4 094 (2022)                      | 1 144              | modifier les données · modifier les données |
| Locoal-Mendon                  | 56119      | 56550       | Lorient        | Quiberon                   | CC Auray Quiberon Terre Atlantique          | 39,97            | 3 529 (2022)                      | 88                 | modifier les données · modifier les données |
| Locqueltas                     | 56120      | 56390       | Vannes         | Grand-Champ                | CA Golfe du Morbihan - Vannes Agglomération | 19,46            | 1 980 (2022)                      | 102                | modifier les données · modifier les données |
| Lorient                        | 56121      | 56100       | Lorient        | Lorient-1 Lorient-2        | CA Lorient Agglomération                    | 17,48            | 58 202 (2022)                     | 3 330              | modifier les données · modifier les données |
| Loyat                          | 56122      | 56800       | Pontivy        | Ploërmel                   | CC Ploërmel Communauté                      | 41,52            | 1 734 (2022)                      | 42                 | modifier les données · modifier les données |
| Malansac                       | 56123      | 56220       | Vannes         | Questembert                | CC Questembert Communauté                   | 36,18            | 2 292 (2022)                      | 63                 | modifier les données · modifier les données |
| Malestroit                     | 56124      | 56140       | Vannes         | Moréac                     | CC De l'Oust à Brocéliande Communauté       | 5,81             | 2 533 (2022)                      | 436                | modifier les données · modifier les données |
| Malguénac                      | 56125      | 56300       | Pontivy        | Gourin                     | CC Pontivy Communauté                       | 38,45            | 1 849 (2022)                      | 48                 | modifier les données · modifier les données |
| Marzan                         | 56126      | 56130       | Vannes         | Muzillac                   | CC Arc Sud Bretagne                         | 33,84            | 2 611 (2022)                      | 77                 | modifier les données · modifier les données |
| Mauron                         | 56127      | 56430       | Pontivy        | Ploërmel                   | CC Ploërmel Communauté                      | 67,23            | 3 169 (2022)                      | 47                 | modifier les données · modifier les données |
| Melrand                        | 56128      | 56310       | Pontivy        | Pontivy                    | CC Baud Communauté                          | 40,39            | 1 559 (2022)                      | 39                 | modifier les données · modifier les données |
| Ménéac                         | 56129      | 56490       | Pontivy        | Ploërmel                   | CC Ploërmel Communauté                      | 68,22            | 1 478 (2022)                      | 22                 | modifier les données · modifier les données |
| Merlevenez                     | 56130      | 56700       | Lorient        | Pluvigner                  | CC Blavet Bellevue Océan                    | 17,67            | 3 191 (2022)                      | 181                | modifier les données · modifier les données |
| Meslan                         | 56131      | 56320       | Pontivy        | Gourin                     | CC Roi Morvan Communauté                    | 37,13            | 1 475 (2022)                      | 40                 | modifier les données · modifier les données |
| Meucon                         | 56132      | 56890       | Vannes         | Vannes-3                   | CA Golfe du Morbihan - Vannes Agglomération | 5,73             | 2 278 (2022)                      | 398                | modifier les données · modifier les données |
| Missiriac                      | 56133      | 56140       | Vannes         | Moréac                     | CC De l'Oust à Brocéliande Communauté       | 13,47            | 1 192 (2022)                      | 88                 | modifier les données · modifier les données |
| Mohon                          | 56134      | 56490       | Pontivy        | Ploërmel                   | CC Ploërmel Communauté                      | 37,83            | 988 (2022)                        | 26                 | modifier les données · modifier les données |
| Molac                          | 56135      | 56230       | Vannes         | Questembert                | CC Questembert Communauté                   | 28,40            | 1 636 (2022)                      | 58                 | modifier les données · modifier les données |
| Monteneuf                      | 56136      | 56380       | Vannes         | Guer                       | CC De l'Oust à Brocéliande Communauté       | 30,62            | 760 (2022)                        | 25                 | modifier les données · modifier les données |
| Monterblanc                    | 56137      | 56250       | Vannes         | Vannes-3                   | CA Golfe du Morbihan - Vannes Agglomération | 25,41            | 3 342 (2022)                      | 132                | modifier les données · modifier les données |
| Montertelot                    | 56139      | 56800       | Pontivy        | Ploërmel                   | CC Ploërmel Communauté                      | 2,64             | 370 (2022)                        | 140                | modifier les données · modifier les données |
| Moréac                         | 56140      | 56500       | Pontivy        | Moréac                     | CC Centre Morbihan Communauté               | 60,30            | 3 692 (2022)                      | 61                 | modifier les données · modifier les données |
| Moustoir-Ac                    | 56141      | 56500       | Pontivy        | Grand-Champ                | CC Centre Morbihan Communauté               | 33,92            | 1 713 (2022)                      | 51                 | modifier les données · modifier les données |
| Muzillac                       | 56143      | 56190       | Vannes         | Muzillac                   | CC Arc Sud Bretagne                         | 39,50            | 5 022 (2022)                      | 127                | modifier les données · modifier les données |
| Néant-sur-Yvel                 | 56145      | 56430       | Pontivy        | Ploërmel                   | CC Ploërmel Communauté                      | 32,30            | 1 070 (2022)                      | 33                 | modifier les données · modifier les données |
| Neulliac                       | 56146      | 56300       | Pontivy        | Gourin                     | CC Pontivy Communauté                       | 30,99            | 1 476 (2022)                      | 48                 | modifier les données · modifier les données |
| Nivillac                       | 56147      | 56130       | Vannes         | Muzillac                   | CC Arc Sud Bretagne                         | 55,48            | 4 874 (2022)                      | 88                 | modifier les données · modifier les données |
| Nostang                        | 56148      | 56690       | Lorient        | Pluvigner                  | CC Blavet Bellevue Océan                    | 15,71            | 1 650 (2022)                      | 105                | modifier les données · modifier les données |
| Noyal-Muzillac                 | 56149      | 56190       | Vannes         | Muzillac                   | CC Arc Sud Bretagne                         | 48,89            | 2 548 (2022)                      | 52                 | modifier les données · modifier les données |
| Noyal-Pontivy                  | 56151      | 56920       | Pontivy        | Pontivy                    | CC Pontivy Communauté                       | 53,45            | 3 605 (2022)                      | 67                 | modifier les données · modifier les données |
| Le Palais                      | 56152      | 56360       | Lorient        | Quiberon                   | CC de Belle-Île-en-Mer                      | 17,43            | 2 576 (2022)                      | 148                | modifier les données · modifier les données |
| Péaule                         | 56153      | 56130       | Vannes         | Muzillac                   | CC Arc Sud Bretagne                         | 39,25            | 2 856 (2022)                      | 73                 | modifier les données · modifier les données |
| Peillac                        | 56154      | 56220       | Vannes         | Guer                       | CA Redon Agglomération                      | 24,57            | 1 865 (2022)                      | 76                 | modifier les données · modifier les données |
| Pénestin                       | 56155      | 56760       | Vannes         | Muzillac                   | CA de la Presqu'île de Guérande Atlantique  | 21,69            | 2 057 (2022)                      | 95                 | modifier les données · modifier les données |
| Persquen                       | 56156      | 56160       | Pontivy        | Gourin                     | CC Roi Morvan Communauté                    | 19,96            | 358 (2022)                        | 18                 | modifier les données · modifier les données |
| Plaudren                       | 56157      | 56420       | Vannes         | Grand-Champ                | CA Golfe du Morbihan - Vannes Agglomération | 41,07            | 1 970 (2022)                      | 48                 | modifier les données · modifier les données |
| Plescop                        | 56158      | 56890       | Vannes         | Vannes-2                   | CA Golfe du Morbihan - Vannes Agglomération | 23,35            | 6 200 (2022)                      | 266                | modifier les données · modifier les données |
| Pleucadeuc                     | 56159      | 56140       | Vannes         | Moréac                     | CC De l'Oust à Brocéliande Communauté       | 34,56            | 1 850 (2022)                      | 54                 | modifier les données · modifier les données |
| Pleugriffet                    | 56160      | 56120       | Pontivy        | Grand-Champ                | CC Pontivy Communauté                       | 38,49            | 1 281 (2022)                      | 33                 | modifier les données · modifier les données |
| Ploemel                        | 56161      | 56400       | Lorient        | Quiberon                   | CC Auray Quiberon Terre Atlantique          | 25,16            | 3 109 (2022)                      | 124                | modifier les données · modifier les données |
| Ploemeur                       | 56162      | 56270       | Lorient        | Ploemeur                   | CA Lorient Agglomération                    | 39,72            | 18 873 (2022)                     | 475                | modifier les données · modifier les données |
| Ploërdut                       | 56163      | 56160       | Pontivy        | Gourin                     | CC Roi Morvan Communauté                    | 75,83            | 1 259 (2022)                      | 17                 | modifier les données · modifier les données |
| Ploeren                        | 56164      | 56880       | Vannes         | Vannes-2                   | CA Golfe du Morbihan - Vannes Agglomération | 20,44            | 6 781 (2022)                      | 332                | modifier les données · modifier les données |
| Ploërmel                       | 56165      | 56800       | Pontivy        | Ploërmel                   | CC Ploërmel Communauté                      | 57,82            | 10 021 (2022)                     | 173                | modifier les données · modifier les données |
| Plouay                         | 56166      | 56240       | Lorient        | Guidel                     | CA Lorient Agglomération                    | 67,33            | 5 779 (2022)                      | 86                 | modifier les données · modifier les données |
| Plougoumelen                   | 56167      | 56400       | Vannes         | Vannes-2                   | CA Golfe du Morbihan - Vannes Agglomération | 21,30            | 2 599 (2022)                      | 122                | modifier les données · modifier les données |
| Plouharnel                     | 56168      | 56340       | Lorient        | Quiberon                   | CC Auray Quiberon Terre Atlantique          | 18,32            | 2 272 (2022)                      | 124                | modifier les données · modifier les données |
| Plouhinec                      | 56169      | 56680       | Lorient        | Pluvigner                  | CC Blavet Bellevue Océan                    | 35,58            | 5 343 (2022)                      | 150                | modifier les données · modifier les données |
| Plouray                        | 56170      | 56770       | Pontivy        | Gourin                     | CC Roi Morvan Communauté                    | 39,09            | 1 022 (2022)                      | 26                 | modifier les données · modifier les données |
| Pluherlin                      | 56171      | 56220       | Vannes         | Questembert                | CC Questembert Communauté                   | 35,40            | 1 515 (2022)                      | 43                 | modifier les données · modifier les données |
| Plumelec                       | 56172      | 56420       | Pontivy        | Moréac                     | CC Centre Morbihan Communauté               | 58,36            | 2 730 (2022)                      | 47                 | modifier les données · modifier les données |
| Pluméliau-Bieuzy               | 56173      | 56310 56930 | Pontivy        | Pontivy                    | CC Baud Communauté                          | 86,70            | 4 535 (2022)                      | 52                 | modifier les données · modifier les données |
| Plumelin                       | 56174      | 56500       | Pontivy        | Grand-Champ                | CC Centre Morbihan Communauté               | 31,33            | 2 841 (2022)                      | 91                 | modifier les données · modifier les données |
| Plumergat                      | 56175      | 56400       | Lorient        | Auray                      | CC Auray Quiberon Terre Atlantique          | 41,94            | 4 199 (2022)                      | 100                | modifier les données · modifier les données |
| Pluneret                       | 56176      | 56400       | Lorient        | Auray                      | CC Auray Quiberon Terre Atlantique          | 26,20            | 6 257 (2022)                      | 239                | modifier les données · modifier les données |
| Pluvigner                      | 56177      | 56330       | Lorient        | Pluvigner                  | CC Auray Quiberon Terre Atlantique          | 82,83            | 7 644 (2022)                      | 92                 | modifier les données · modifier les données |
| Pont-Scorff                    | 56179      | 56620       | Lorient        | Guidel                     | CA Lorient Agglomération                    | 23,50            | 4 015 (2022)                      | 171                | modifier les données · modifier les données |
| Pontivy                        | 56178      | 56300       | Pontivy        | Pontivy                    | CC Pontivy Communauté                       | 24,85            | 14 547 (2022)                     | 585                | modifier les données · modifier les données |
| Porcaro                        | 56180      | 56380       | Vannes         | Guer                       | CC De l'Oust à Brocéliande Communauté       | 15,73            | 749 (2022)                        | 48                 | modifier les données · modifier les données |
| Port-Louis                     | 56181      | 56290       | Lorient        | Hennebont                  | CA Lorient Agglomération                    | 1,07             | 2 689 (2022)                      | 2 513              | modifier les données · modifier les données |
| Priziac                        | 56182      | 56320       | Pontivy        | Gourin                     | CC Roi Morvan Communauté                    | 44,63            | 1 024 (2022)                      | 23                 | modifier les données · modifier les données |
| Questembert                    | 56184      | 56230       | Vannes         | Questembert                | CC Questembert Communauté                   | 66,38            | 8 081 (2022)                      | 122                | modifier les données · modifier les données |
| Quéven                         | 56185      | 56530       | Lorient        | Ploemeur                   | CA Lorient Agglomération                    | 23,93            | 8 906 (2022)                      | 372                | modifier les données · modifier les données |
| Quiberon                       | 56186      | 56170       | Lorient        | Quiberon                   | CC Auray Quiberon Terre Atlantique          | 8,83             | 4 782 (2022)                      | 542                | modifier les données · modifier les données |
| Quistinic                      | 56188      | 56310       | Lorient        | Guidel                     | CA Lorient Agglomération                    | 42,95            | 1 423 (2022)                      | 33                 | modifier les données · modifier les données |
| Radenac                        | 56189      | 56500       | Pontivy        | Grand-Champ                | CC Pontivy Communauté                       | 21,65            | 1 067 (2022)                      | 49                 | modifier les données · modifier les données |
| Réguiny                        | 56190      | 56500       | Pontivy        | Grand-Champ                | CC Pontivy Communauté                       | 27,92            | 1 944 (2022)                      | 70                 | modifier les données · modifier les données |
| Réminiac                       | 56191      | 56140       | Vannes         | Guer                       | CC De l'Oust à Brocéliande Communauté       | 12,15            | 431 (2022)                        | 35                 | modifier les données · modifier les données |
| Riantec                        | 56193      | 56670       | Lorient        | Hennebont                  | CA Lorient Agglomération                    | 14,06            | 5 742 (2022)                      | 408                | modifier les données · modifier les données |
| Rieux                          | 56194      | 56350       | Vannes         | Guer                       | CA Redon Agglomération                      | 27,78            | 2 841 (2022)                      | 102                | modifier les données · modifier les données |
| La Roche-Bernard               | 56195      | 56130       | Vannes         | Muzillac                   | CC Arc Sud Bretagne                         | 0,43             | 720 (2022)                        | 1 674              | modifier les données · modifier les données |
| Rochefort-en-Terre             | 56196      | 56220       | Vannes         | Questembert                | CC Questembert Communauté                   | 1,22             | 636 (2022)                        | 521                | modifier les données · modifier les données |
| Rohan                          | 56198      | 56580       | Pontivy        | Grand-Champ                | CC Pontivy Communauté                       | 23,43            | 1 541 (2022)                      | 66                 | modifier les données · modifier les données |
| Roudouallec                    | 56199      | 56110       | Pontivy        | Gourin                     | CC Roi Morvan Communauté                    | 24,82            | 715 (2022)                        | 29                 | modifier les données · modifier les données |
| Ruffiac                        | 56200      | 56140       | Vannes         | Moréac                     | CC De l'Oust à Brocéliande Communauté       | 36,47            | 1 396 (2022)                      | 38                 | modifier les données · modifier les données |
| Le Saint                       | 56201      | 56110       | Pontivy        | Gourin                     | CC Roi Morvan Communauté                    | 31,03            | 611 (2022)                        | 20                 | modifier les données · modifier les données |
| Saint-Abraham                  | 56202      | 56140       | Vannes         | Moréac                     | CC De l'Oust à Brocéliande Communauté       | 6,72             | 540 (2022)                        | 80                 | modifier les données · modifier les données |
| Saint-Aignan                   | 56203      | 56480       | Pontivy        | Gourin                     | CC Pontivy Communauté                       | 27,33            | 632 (2022)                        | 23                 | modifier les données · modifier les données |
| Saint-Allouestre               | 56204      | 56500       | Pontivy        | Moréac                     | CC Centre Morbihan Communauté               | 16,48            | 651 (2022)                        | 40                 | modifier les données · modifier les données |
| Saint-Armel                    | 56205      | 56450       | Vannes         | Séné                       | CA Golfe du Morbihan - Vannes Agglomération | 7,95             | 885 (2022)                        | 111                | modifier les données · modifier les données |
| Saint-Avé                      | 56206      | 56890       | Vannes         | Vannes-3                   | CA Golfe du Morbihan - Vannes Agglomération | 26,09            | 12 173 (2022)                     | 467                | modifier les données · modifier les données |
| Saint-Barthélemy               | 56207      | 56150       | Pontivy        | Pontivy                    | CC Baud Communauté                          | 21,90            | 1 182 (2022)                      | 54                 | modifier les données · modifier les données |
| Saint-Brieuc-de-Mauron         | 56208      | 56430       | Pontivy        | Ploërmel                   | CC Ploërmel Communauté                      | 14,35            | 294 (2022)                        | 20                 | modifier les données · modifier les données |
| Saint-Caradec-Trégomel         | 56210      | 56540       | Pontivy        | Gourin                     | CC Roi Morvan Communauté                    | 16,12            | 468 (2022)                        | 29                 | modifier les données · modifier les données |
| Saint-Congard                  | 56211      | 56140       | Vannes         | Moréac                     | CC De l'Oust à Brocéliande Communauté       | 21,87            | 806 (2022)                        | 37                 | modifier les données · modifier les données |
| Saint-Dolay                    | 56212      | 56130       | Vannes         | Muzillac                   | CC Arc Sud Bretagne                         | 48,26            | 2 636 (2022)                      | 55                 | modifier les données · modifier les données |
| Saint-Gérand-Croixanvec        | 56213      | 56920       | Pontivy        | Pontivy                    | CC Pontivy Communauté                       | 24,14            | 1 309 (2022)                      | 54                 | modifier les données · modifier les données |
| Saint-Gildas-de-Rhuys          | 56214      | 56730       | Vannes         | Séné                       | CA Golfe du Morbihan - Vannes Agglomération | 15,28            | 1 784 (2022)                      | 117                | modifier les données · modifier les données |
| Saint-Gonnery                  | 56215      | 56920       | Pontivy        | Pontivy                    | CC Pontivy Communauté                       | 16,29            | 1 087 (2022)                      | 67                 | modifier les données · modifier les données |
| Saint-Gorgon                   | 56216      | 56350       | Vannes         | Guer                       | CA Redon Agglomération                      | 5,69             | 428 (2022)                        | 75                 | modifier les données · modifier les données |
| Saint-Gravé                    | 56218      | 56220       | Vannes         | Questembert                | CC Questembert Communauté                   | 15,75            | 745 (2022)                        | 47                 | modifier les données · modifier les données |
| Saint-Guyomard                 | 56219      | 56460       | Vannes         | Moréac                     | CC De l'Oust à Brocéliande Communauté       | 19,66            | 1 446 (2022)                      | 74                 | modifier les données · modifier les données |
| Saint-Jacut-les-Pins           | 56221      | 56220       | Vannes         | Guer                       | CA Redon Agglomération                      | 22,81            | 1 733 (2022)                      | 76                 | modifier les données · modifier les données |
| Saint-Jean-Brévelay            | 56222      | 56660       | Pontivy        | Moréac                     | CC Centre Morbihan Communauté               | 41,83            | 2 860 (2022)                      | 68                 | modifier les données · modifier les données |
| Saint-Jean-la-Poterie          | 56223      | 56350       | Vannes         | Guer                       | CA Redon Agglomération                      | 8,44             | 1 430 (2022)                      | 169                | modifier les données · modifier les données |
| Saint-Laurent-sur-Oust         | 56224      | 56140       | Vannes         | Moréac                     | CC De l'Oust à Brocéliande Communauté       | 3,88             | 394 (2022)                        | 102                | modifier les données · modifier les données |
| Saint-Léry                     | 56225      | 56430       | Pontivy        | Ploërmel                   | CC Ploërmel Communauté                      | 1,58             | 205 (2022)                        | 130                | modifier les données · modifier les données |
| Saint-Malo-de-Beignon          | 56226      | 56380       | Vannes         | Guer                       | CC De l'Oust à Brocéliande Communauté       | 3,49             | 543 (2022)                        | 156                | modifier les données · modifier les données |
| Saint-Malo-des-Trois-Fontaines | 56227      | 56490       | Pontivy        | Ploërmel                   | CC Ploërmel Communauté                      | 16,19            | 562 (2022)                        | 35                 | modifier les données · modifier les données |
| Saint-Marcel                   | 56228      | 56140       | Vannes         | Moréac                     | CC De l'Oust à Brocéliande Communauté       | 12,81            | 1 129 (2022)                      | 88                 | modifier les données · modifier les données |
| Saint-Martin-sur-Oust          | 56229      | 56200       | Vannes         | Guer                       | CC De l'Oust à Brocéliande Communauté       | 28,24            | 1 305 (2022)                      | 46                 | modifier les données · modifier les données |
| Saint-Nicolas-du-Tertre        | 56230      | 56910       | Vannes         | Moréac                     | CC De l'Oust à Brocéliande Communauté       | 12,93            | 455 (2022)                        | 35                 | modifier les données · modifier les données |
| Saint-Nolff                    | 56231      | 56250       | Vannes         | Vannes-3                   | CA Golfe du Morbihan - Vannes Agglomération | 25,92            | 3 952 (2022)                      | 152                | modifier les données · modifier les données |
| Saint-Perreux                  | 56232      | 56350       | Vannes         | Guer                       | CA Redon Agglomération                      | 6,23             | 1 049 (2022)                      | 168                | modifier les données · modifier les données |
| Saint-Philibert                | 56233      | 56470       | Lorient        | Auray                      | CC Auray Quiberon Terre Atlantique          | 7,05             | 1 580 (2022)                      | 224                | modifier les données · modifier les données |
| Saint-Pierre-Quiberon          | 56234      | 56510       | Lorient        | Quiberon                   | CC Auray Quiberon Terre Atlantique          | 7,54             | 2 327 (2022)                      | 309                | modifier les données · modifier les données |
| Saint-Servant                  | 56236      | 56120       | Pontivy        | Ploërmel                   | CC Ploërmel Communauté                      | 22,40            | 789 (2022)                        | 35                 | modifier les données · modifier les données |
| Saint-Thuriau                  | 56237      | 56300       | Pontivy        | Pontivy                    | CC Pontivy Communauté                       | 21,47            | 1 880 (2022)                      | 88                 | modifier les données · modifier les données |
| Saint-Tugdual                  | 56238      | 56540       | Pontivy        | Gourin                     | CC Roi Morvan Communauté                    | 19,97            | 375 (2022)                        | 19                 | modifier les données · modifier les données |
| Saint-Vincent-sur-Oust         | 56239      | 56350       | Vannes         | Guer                       | CA Redon Agglomération                      | 15,66            | 1 647 (2022)                      | 105                | modifier les données · modifier les données |
| Sainte-Anne-d'Auray            | 56263      | 56400       | Lorient        | Auray                      | CC Auray Quiberon Terre Atlantique          | 4,97             | 2 837 (2022)                      | 571                | modifier les données · modifier les données |
| Sainte-Brigitte                | 56209      | 56480       | Pontivy        | Gourin                     | CC Pontivy Communauté                       | 17,74            | 178 (2022)                        | 10                 | modifier les données · modifier les données |
| Sainte-Hélène                  | 56220      | 56700       | Lorient        | Pluvigner                  | CC Blavet Bellevue Océan                    | 8,08             | 1 298 (2022)                      | 161                | modifier les données · modifier les données |
| Sarzeau                        | 56240      | 56370       | Vannes         | Séné                       | CA Golfe du Morbihan - Vannes Agglomération | 60,23            | 9 068 (2022)                      | 151                | modifier les données · modifier les données |
| Sauzon                         | 56241      | 56360       | Lorient        | Quiberon                   | CC de Belle-Île-en-Mer                      | 22,11            | 1 043 (2022)                      | 47                 | modifier les données · modifier les données |
| Séglien                        | 56242      | 56160       | Pontivy        | Gourin                     | CC Pontivy Communauté                       | 38,36            | 656 (2022)                        | 17                 | modifier les données · modifier les données |
| Séné                           | 56243      | 56860       | Vannes         | Séné                       | CA Golfe du Morbihan - Vannes Agglomération | 19,94            | 9 265 (2022)                      | 465                | modifier les données · modifier les données |
| Sérent                         | 56244      | 56460       | Vannes         | Moréac                     | CC De l'Oust à Brocéliande Communauté       | 59,67            | 3 386 (2022)                      | 57                 | modifier les données · modifier les données |
| Silfiac                        | 56245      | 56480       | Pontivy        | Gourin                     | CC Pontivy Communauté                       | 22,46            | 488 (2022)                        | 22                 | modifier les données · modifier les données |
| Le Sourn                       | 56246      | 56300       | Pontivy        | Pontivy                    | CC Pontivy Communauté                       | 16,05            | 2 128 (2022)                      | 133                | modifier les données · modifier les données |
| Sulniac                        | 56247      | 56250       | Vannes         | Questembert                | CA Golfe du Morbihan - Vannes Agglomération | 27,92            | 3 847 (2022)                      | 138                | modifier les données · modifier les données |
| Surzur                         | 56248      | 56450       | Vannes         | Séné                       | CA Golfe du Morbihan - Vannes Agglomération | 57,29            | 5 110 (2022)                      | 89                 | modifier les données · modifier les données |
| Taupont                        | 56249      | 56800       | Pontivy        | Ploërmel                   | CC Ploërmel Communauté                      | 29,17            | 2 400 (2022)                      | 82                 | modifier les données · modifier les données |
| Théhillac                      | 56250      | 56130       | Vannes         | Guer                       | CA Redon Agglomération                      | 14,46            | 610 (2022)                        | 42                 | modifier les données · modifier les données |
| Theix-Noyalo                   | 56251      | 56450       | Vannes         | Séné                       | CA Golfe du Morbihan - Vannes Agglomération | 52,06            | 8 476 (2022)                      | 163                | modifier les données · modifier les données |
| Le Tour-du-Parc                | 56252      | 56370       | Vannes         | Séné                       | CA Golfe du Morbihan - Vannes Agglomération | 9,30             | 1 259 (2022)                      | 135                | modifier les données · modifier les données |
| Tréal                          | 56253      | 56140       | Vannes         | Guer                       | CC De l'Oust à Brocéliande Communauté       | 19,28            | 679 (2022)                        | 35                 | modifier les données · modifier les données |
| Trédion                        | 56254      | 56250       | Vannes         | Questembert                | CA Golfe du Morbihan - Vannes Agglomération | 25,76            | 1 369 (2022)                      | 53                 | modifier les données · modifier les données |
| Treffléan                      | 56255      | 56250       | Vannes         | Vannes-3                   | CA Golfe du Morbihan - Vannes Agglomération | 18,26            | 2 531 (2022)                      | 139                | modifier les données · modifier les données |
| Tréhorenteuc                   | 56256      | 56430       | Pontivy        | Ploërmel                   | CC Ploërmel Communauté                      | 5,42             | 112 (2022)                        | 21                 | modifier les données · modifier les données |
| La Trinité-Porhoët             | 56257      | 56490       | Pontivy        | Ploërmel                   | CC Ploërmel Communauté                      | 12,70            | 667 (2022)                        | 53                 | modifier les données · modifier les données |
| La Trinité-sur-Mer             | 56258      | 56470       | Lorient        | Quiberon                   | CC Auray Quiberon Terre Atlantique          | 6,20             | 1 837 (2022)                      | 296                | modifier les données · modifier les données |
| La Trinité-Surzur              | 56259      | 56190       | Vannes         | Séné                       | CA Golfe du Morbihan - Vannes Agglomération | 2,30             | 1 699 (2022)                      | 739                | modifier les données · modifier les données |
| Val d'Oust                     | 56197      | 56460 56800 | Pontivy        | Moréac                     | CC Ploërmel Communauté                      | 31,81            | 2 808 (2022)                      | 88                 | modifier les données · modifier les données |
| La Vraie-Croix                 | 56261      | 56250       | Vannes         | Questembert                | CC Questembert Communauté                   | 16,63            | 1 484 (2022)                      | 89                 | modifier les données · modifier les données |
| Morbihan                       | 56         |             |                |                            |                                             | 6 823,00         | 776 103 (2022)                    | 114                | modifier les données                        |